# Totchtawan Sripan

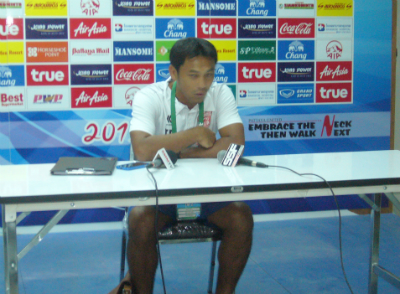
Totchtawan con Saraburi FC en 2015.

Totchtawan Sripan (en tailandés: ธชตวัน ศรีปาน; provincia de Saraburi, Tailandia; 13 de diciembre de 1971) es un exfutbolista y entrenador de fútbol de Tailandia que jugaba en la posición de centrocampista. Actualmente es el entrenador del Bangkok United de la Liga de Tailandia.

## Carrera

### Club
| Periodo   | Club                 | Apariciones | Goles |
| --------- | -------------------- | ----------- | ----- |
| 1993–1994 | Raj-Vithi FC         | 15          | 1     |
| 1995–1997 | Bangkok Bank FC      | 51          | 11    |
| 1998–2003 | Sembawang Rangers    | 180         | 29    |
| 2004–2006 | Hoàng Anh Gia Lai FC | 49          | 13    |
| 2007–2009 | BEC Tero Sasana      | 60          | 6     |

### Selección nacional
Jugó para Tailandia en 75 ocasiones de 1992 a 2008 y anotó 18 goles; participó en dos ediciones de la Copa Asiática y en dos ediciones de los Juegos Asiáticos.

### Entrenador
| Periodo   | Club                                 |
| --------- | ------------------------------------ |
| 2009      | BEC Tero Sasana (jugador-entrenador) |
| 2010      | BEC Tero Sasana                      |
| 2010–2015 | Saraburi FC                          |
| 2015      | Police United FC                     |
| 2016–2018 | Muangthong United                    |
| 2018      | Police Tero FC                       |
| 2018–2019 | Suphanburi FC                        |
| 2020–2022 | Bangkok United FC                    |
| 2022–     | Bangkok United FC                    |

## Logros

### Jugador
Tailandia
- Sea Games: 1993, 1995, 1997, 1999
- ASEAN Football Championship: 1996, 2000, 2002
- King's Cup: 1994, 2000, 2006
- Independence Cup (Indonesia): 1994

Hoang Anh Gia Lai
- V-League: 2004
- Vietnamese Super Cup: 2004

### Entrenador
Saraburi
- Regional League Eastern Division: 2010

Police United
- Thai Division 1: 2015

Muangthong United
- Thai League 1: 2016
- Thai League Cup: 2016, 2017
- Thailand Champions Cup: 2017
- Mekong Club Championship: 2017

Bangkok United
- Copa de Campeones de Tailandia: 2023

### Individual
- Entrenador del Año de la Thai League 1: 2016
- Entrenador del Mes de la Thai League 1: mayo 2016, noviembre 2021

## Estadísticas

### Goles con selección nacional
| 1.      | 10-12-1995 | Chiang Mai, Tailandia       | Vietnam      | 3-1 | 1995 Southeast Asian Games                           |
| 2.      | 16-12-1995 | Chiang Mai, Tailandia       | Vietnam      | 4-0 | 1995 Southeast Asian Games                           |
| 3.      | 16-12-1995 | Chiang Mai, Tailandia       | Vietnam      | 4-0 | 1995 Southeast Asian Games                           |
| 4.      | 7-10-1997  | Yakarta, Indonesia          | Brunéi       | 7-0 | 1997 Southeast Asian Games                           |
| 5.      |            | Yakarta, Indonesia          | Brunéi       | 7-0 | 1997 Southeast Asian Games                           |
| 6.      | 12-12-1997 | Yakarta, Indonesia          | Camboya      | 4-0 | 1997 Southeast Asian Games                           |
| 7.      | 2-12-1998  | Bangkok, Tailandia          | Hong Kong    | 5-0 | Juegos Asiáticos de 1998                             |
| 8.      | 1-8-1999   | Bandar Seri Begawan, Brunéi | Laos         | 1-0 | Juegos del Sudeste Asiático de 1999                  |
| 9.      | 8-8-1999   | Bandar Seri Begawan, Brunéi | Birmania     | 7-0 | 1999 Southeast Asian Games                           |
| 10.     | 12-8-1999  | Bandar Seri Begawan, Brunéi | Singapur     | 2-0 | 1999 Southeast Asian Games                           |
| 11.     | 16-11-2000 | Bangkok, Tailandia          | Malasia      | 2-0 | 2000 Tiger Cup                                       |
| 12.     | 10-2-2001  | Bangkok, Tailandia          | Suecia       | 1-4 | 2001 King's Cup                                      |
| 13.     | 12-2-2001  | Bangkok, Tailandia          | Qatar        | 1-3 | 2001 King's Cup                                      |
| 14.     | 14-2-2001  | Bangkok, Tailandia          | China        | 1-5 | 2001 King's Cup                                      |
| 15.     | 30-5-2001  | Bangkok, Tailandia          | Líbano       | 2-2 | Clasificación para la Copa Mundial de Fútbol de 2002 |
| 16.     | 6-6-2007   | Bangkok, Tailandia          | Países Bajos | 1-3 | Amistoso                                             |
| 17.     | 2-7-2007   | Bangkok, Tailandia          | Qatar        | 2-0 | Amistoso                                             |
| 18.     | 22-6-2008  | Mascate, Omán               | Omán         | 1-2 | Clasificación para la Copa Mundial de Fútbol de 2010 |
| Fuente: |            |                             |              |     |                                                      |